# Violet Kemble-Cooper
Violet Kemble-Cooper (Londres, 12 de diciembre de 1886 - Hollywood, 17 de agosto de 1961) fue una actriz anglo-estadounidense de teatro y cine que desarrolló su carrera en Hollywood.

## Biografía
Nacida en Londres, era descendiente de una conocida familia teatral, la familia Kemble. Su padre era el actor Frank Kemble-Cooper. Sus hermanas Lillian Kemble-Cooper y Greta Kemble Cooper, y su hermano Anthony Kemble Cooper también fueron actores. Su tío era el actor H. Cooper Cliffe.
Hizo su primera aparición en el teatro en 1905, en Inglaterra, en una producción de Charley's Aunt. En 1912 ya estaba en Estados Unidos, de gira y en obras de teatro con actores como Blanche Bates y Laurette Taylor. Apareció con John y Ethel Barrymore en Claire de Lune en Broadway en 1921.
Como Violet pasó sus años de formación actuando en el teatro, nunca trabajó en el cine mudo. Apareció en películas sonoras a partir de la película de Constance Bennett Our Betters (1933), así como en otras interpretando a la malvada solterona Miss Murdstone en la adaptación cinematográfica de la obra de Dickens David Copperfield (1935) o a la madre de Boris Karloff en la película de terror The Invisible Ray (1936). La última película de Kemble-Cooper fue Romeo y Julieta  (1936) de MGM, donde interpretó a Lady Capuleto.
Murió debido a un derrame cerebral y de la enfermedad de Parkinson en California en 1961, a los 74 años.

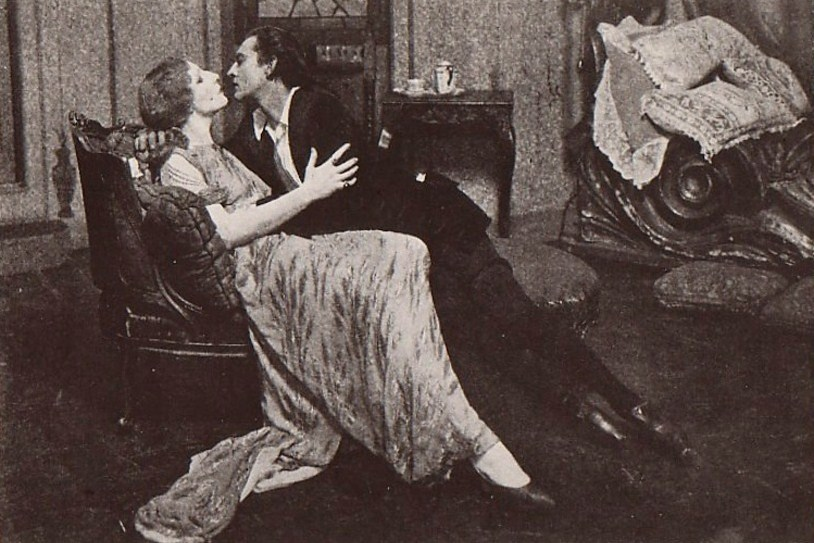
en la obra Claire de Lune (1921) juntó con John Barrymore

## Filmografía
| Año  | Título                  | Papel                              | Notas                          |
| ---- | ----------------------- | ---------------------------------- | ------------------------------ |
| 1933 | Our Betters             | Duquesa                            |                                |
| 1933 | The Invisible Man       | Mujer                              | Sin acreditar                  |
| 1934 | The Fountain            | Baronesa Van leyden                |                                |
| 1935 | David Copperfield       | Jane Murdstone                     |                                |
| 1935 | Vanessa: Her Love Story | Lady Herries                       |                                |
| 1935 | Cardinal Richelieu      | Reina Maria                        |                                |
| 1936 | The Invisible Ray       | Madre Rukh                         |                                |
| 1936 | Romeo and Juliet        | Lady Capuleto - Esposa de Capuleto | (último papel cinematográfico) |